# Dicranomyia (Nealexandriaria) nigroephippiata
Dicranomyia (Nealexandriaria) nigroephippiata is een tweevleugelige uit de familie steltmuggen (Limoniidae). De soort komt voor in het Oriëntaals gebied.